# Cmentarz katolicki przy ulicy Ogrodowej w Łodzi

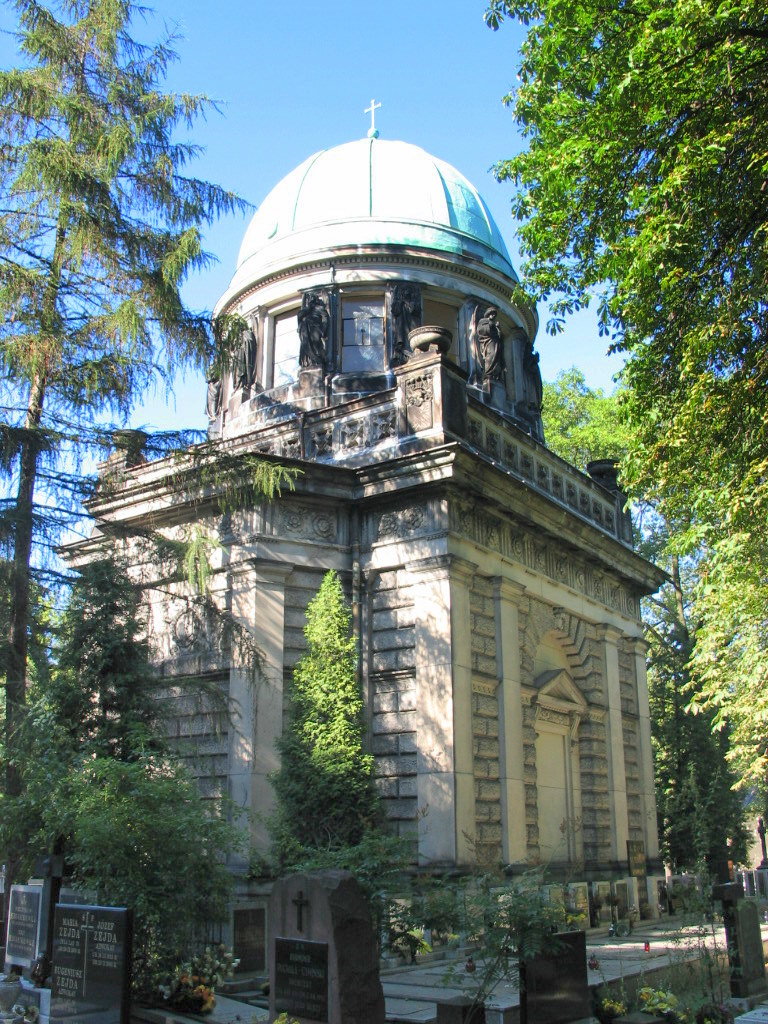
Kaplica rodziny Heinzlów

Cmentarz katolicki przy ulicy Ogrodowej w Łodzi – część Starego Cmentarza w Łodzi.
Został założony – tak jak dwie pozostałe części – w 1855 roku. Najstarszy zachowany nagrobek pochodzi z 1857 roku i kryje szczątki Wojciecha Gozdowskiego – jest to zarazem najstarszy grób całej trójwyznaniowej nekropolii. Uwagę przykuwają groby uczestników walk o Niepodległość Polski oraz wykonane z piaskowca nagrobki autorstwa Wacława Konopki, a przede wszystkim okazała kaplica rodziny Heinzlów. Cmentarz zajmuje powierzchnię 11 hektarów.